# Cylindrostomum triste
Cylindrostomum triste är en plattmaskart. Cylindrostomum triste ingår i släktet Cylindrostomum och familjen Cylindrostomidae. Inga underarter finns listade i Catalogue of Life.